# Ophiola decumana
Ophiola decumana är en insektsart som först beskrevs av Kontkanen 1949.  Ophiola decumana ingår i släktet Ophiola, och familjen dvärgstritar. Arten är reproducerande i Sverige.